# Cui biển
Cui hay cui biển (danh pháp hai phần: Heritiera littoralis Dryand.) là loài thực vật thuộc họ Cẩm quỳ. Loài này được Aiton mô tả khoa học đầu tiên năm 1789.
Cây gỗ lớn cao 10 - 18m. Lá hình bầu dục hay trái xoan, dạng tim ở gốc, nhọn, nguyên, dai, gần như nhẵn ở mặt trên, màu bạc do có lông vẩy ở mặt dưới, dài 5.5 – 20 cm, rộng 2.2 – 8 cm; cuốn ngắn dài 0.8 – 2 cm. Hoa đơn tính, thành chùy thưa ở nách lá, có lông mềm hay lông vẩy. Hoa có 5 răng đài; ở hoa đực có 5-6 nhị xếp trên một cột ngắn, hoa cái có bầu 5 ô. Quả gồm 1-2 quả đại hóa gỗ, hơi có cuống, có lườn trên lưng theo chiều dài. Hạt đơn đôc, hình trứng dài 20mm, rộng 15mm, có vỏ nâu, dày, với lá mầm dày và nạc.
Phân bố ở Ấn Độ, Trung Quốc, Việt Nam, Malaysia, Indonesia đến Australia;
Thường gặp trong rừng thứ sinh gần biển và hải đảo, ở độ cao dưới 100m. Có khi được trồng để chắn gió, bảo vệ bờ biển. Tái sinh trung bình dưới tán rừng. Sinh trưởng chậm.
Cui biển là loại cây lớn với các loại hạt dạng cánh, dễ dàng nhận biết bởi các vảy bạc ở mặt dưới của lá.

## Liên kết ngoài

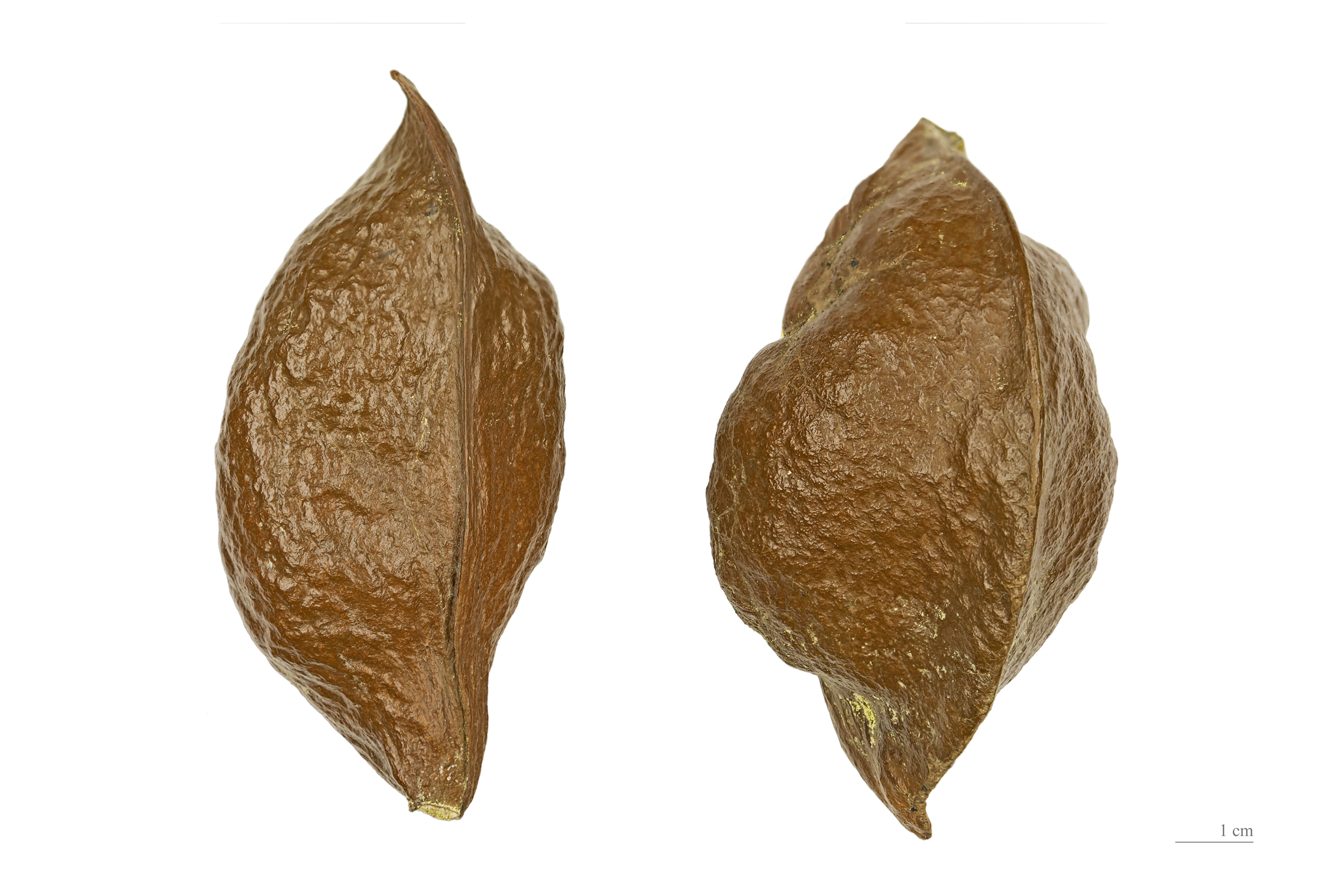
Heritiera littoralis